# Tom Feeney
Thomas Charles "Tom" Feeney III, född 21 maj 1958 i Montgomery County, Pennsylvania, är en amerikansk republikansk politiker. Han representerade delstaten Floridas 24:e distrikt i USA:s representanthus 2003-2009.
Feeney utexaminerades 1980 från Pennsylvania State University och avlade 1983 juristexamen vid University of Pittsburgh. Han flyttade snart därefter till Oviedo, Florida, där han inledde sin karriär som advokat.
Feeney blev 2002 invald i USA:s representanthus. Han omvaldes två gånger. Han förlorade i kongressvalet i USA 2008 mot demokraten Suzanne Kosmas.
Gift med Ellen Stewart och har två barn.